# Les Apparitions
Les Apparitions est un roman de Florence Seyvos publié le 27 janvier 1995 aux éditions de l'Olivier et ayant obtenu la même année le Prix Goncourt du premier roman ainsi que le Prix France Télévisions Roman.

## Éditions
- Les Apparitions, éditions de l'Olivier, 1995  (ISBN 978-2879290737).